# The Shadow of Chikara
The Shadow of Chikara (De Schaduw van Chikara) is een horror-westernfilm uit 1977 geschreven door en onder regie van Earl. E. Smith.

## Verhaal
Samenzwerende veteranen van het laatste gevecht van de Amerikaanse Burgeroorlog gaan op pad om een verborgen schat, diamanten in een grot, te zoeken. Ze krijgen echter het idee dat ze gevolgd worden door een jager (of jagers) die een verband zou(den) kunnen hebben met een mythe van de geest van een arend.

## Hoofdrollen
- Joe Don Baker - Wishbone Cutter
- Sondra Locke - Drucilla Wilcox
- Ted Neeley - Armos Richmond (Teach)

## Ook bekend als
- Chikara (Spanje)
- Demon Mountain
- Diamond Mountain (VS)
- Shadow Mountain (VS — titel heruitgave)
- The Ballad of Virgil Cane
- The Curse of Demon Mountain
- Thunder Mountain
- Wishbone Cutter

## Trivia
- Deze film diende als inspiratiebron voor het Rode Ridder-album 'De Bewaker' (nummer 105 in de reguliere reeks).